# Comitatul Yuma, Arizona
Comitatul Yuma, conform originalului din engleză, Yuma County (cod FIPS, 04 - 027), este unul din cele 15 comitate ale statului american Arizona, fiind situat în partea central sudică a statului arizonian. Conform datelor statistice ale recensământului din anul 2000, furnizate de United States Census Bureau, populația sa totală era de 160.026  de locuitori. Sediul comitatului este orașul omonim Yuma. GR6
Comitatul Yuma, care este unul din cele patru comitate originare ale Teritoriului Arizona, fiind fondat în 1864, este unul din comitatele din Uniune al cărui populație a crescut foarte mult procentual. O estimare a aceluiași Biroul de recensăminte al SUA pentru anul 2007 a indicat 190.557 de locuitori la sfârșitul anului 2007, o creștere de 30.531 de locuitori, ceea ce semnifică o creștere semnificativă de 19 % în șapte ani.

## Istoric
Yuma County a fost unul din cele patru comitate originare ale Arizonei, create de Prima Adunare Legislativă a Teritoriului Arizona.

## Geografie
Conform datelor statistice furnizate de United States Census Bureau, comitatul are o suprafață totală de 14.288 km2 (sau de 5.519 mile patrate), dintre care 14.275 km2 (sau 5.514 square miles) este uscat și doar 0.09 % (13 km2 sau 5 square miles) este apă.

### Drumuri importante
- Interstate 8
- U.S. Route 95

### Comitate învecinate
- Comitatul Pima, Arizona, la est
- Comitatul Maricopa, Arizona, la est
- Comitatul La Paz, Arizona, la nord
- Comitatul Imperial, California, la vest

### Municipalități limitrofe din Mexic
- Municipality of Mexicali, Baja California, Mexico - vest
- San Luis Rio Colorado, Sonora, Mexic, la sud
- Puerto Peñasco, Sonora, Mexic, la sud
- Plutarco Elías Calles, Sonora, Mexic, la sud

## Demografie
|  | Graficele sunt indisponibile din cauza unor probleme tehnice. Mai multe informații se găsesc la Phabricator și la wiki-ul MediaWiki. |

Date: Wikidata - grafică realizată de Wikipedia